# از هر راهی ولی شل (فیلم)
از هر راهی ولی شل (انگلیسی: Every Which Way but Loose) فیلمی در ژانر کمدی و اکشن به کارگردانی جیمز فارگو است که در سال ۱۹۷۸ منتشر شد.

## بازیگران
- کلینت ایستوود
- سوندرا لوک
- جفری لوئیس
- روث گوردون
- بورلی دی آنجلو
- بیل مک‌کینی
- والت بارنز
- گرگوری ولکات
- دان وادیس
- هنک وردن